# ESRI-Avenue
 (décembre 2020).
ESRI-Avenue était un langage de programmation du logiciel ArcView de la société ESRI jusqu'à sa version 3.3. Ce langage servait à personnaliser le logiciel ou développer de nouvelles fonctionnalités.

Il est remplacé aujourd'hui par le VBA.